# Śnieżny Szczyt

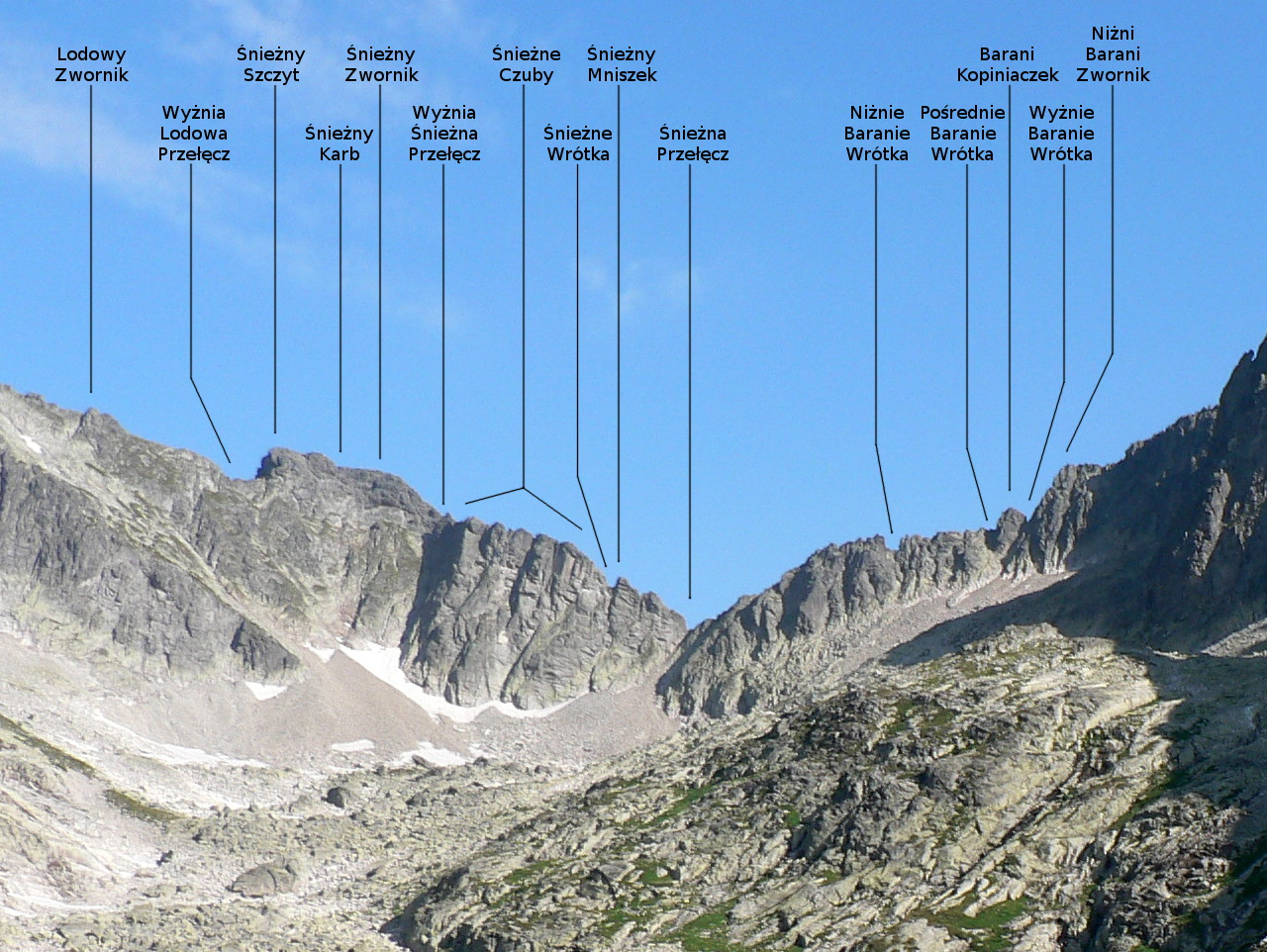
Śnieżny Szczyt widoczny z Doliny Pięciu Stawów Spiskich

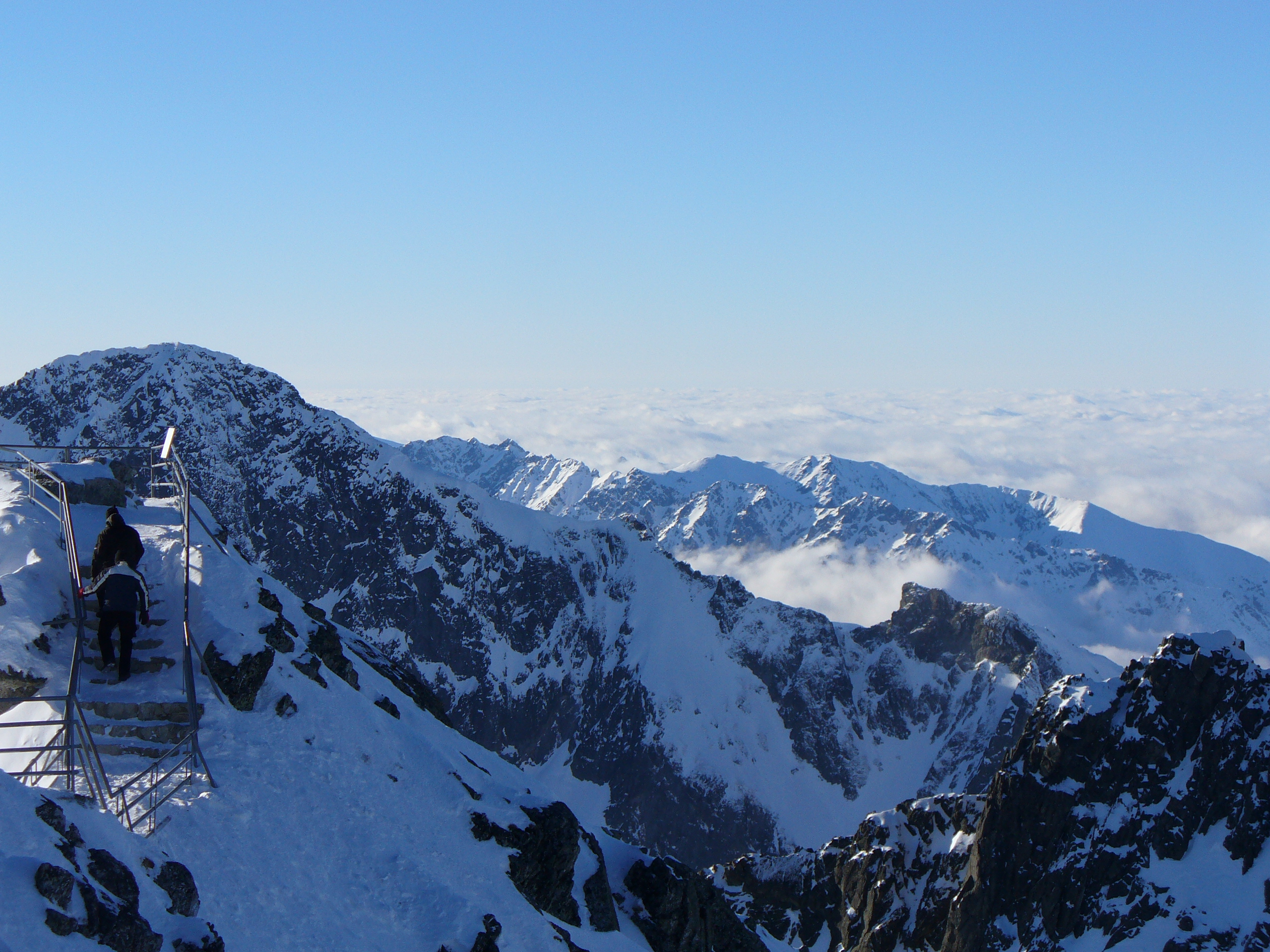
Śnieżny Szczyt widoczny z Łomnicy (po prawej, w dolnej części)

Śnieżny Szczyt (słow. Snehový štít, niem. Schneespitze, węg. Hó-csúcs, 2465 lub 2467 m n.p.m.) – zwornikowy wierzchołek w głównej grani Tatr Wysokich, w ich słowackiej części. Znajduje się na północny wschód od masywu Lodowego Szczytu, oddzielony od Lodowego Zwornika Wyżnią Lodową Przełęczą (Vyšné Ľadové sedlo). Z drugiej strony Śnieżny Szczyt graniczy z Niżnim Baranim Zwornikiem (Nižná Barania strážnica) w masywie Baranich Rogów (Baranie rohy), oddzielony jest od niego Śnieżną Przełęczą (Ľadové sedlo).
Śnieżny Szczyt góruje nad dwiema dolinami: Doliną Pięciu Stawów Spiskich i Doliną Czarną Jaworową (dokładniej nad jej górnymi piętrami: Śnieżnym Bańdziochem i Doliną Śnieżną). Ma on charakterystyczny kształt rogu opadającego pionową ścianą w kierunku Wyżniej Lodowej Przełęczy. W stronę Śnieżnej Przełęczy grań obniża się stopniowo, a wyróżnia się w niej następujące formacje:
- Wyżni Śnieżny Karb (Vyšná Snehová priehyba),
- Śnieżny Karb (Snehová priehyba),
- Śnieżny Zwornik (Snehová strážnica),
- Wyżnia Śnieżna Przełęcz (Prielom pod Snehovým),
- Śnieżne Czuby (Snehový hrb),
- Śnieżne Wrótka (Snehové vrátka),
- Śnieżny Mniszek (Snehový mních)[2][3].

W kierunku północno-zachodnim odchodzi od jego masywu Śnieżna Grań. Jej początek stanowi Śnieżny Zwornik. W grani tej znajdują się następujące obiekty (od Śnieżnego Zwornika na północ):
- Siwa Przełęcz (Sivé sedlo),
- Wielka Śnieżna Turnia (Veľká Snehová veža),
- Śtyrbna Przełęcz (Zadná snehová štrbina),
- Pośrednia Śnieżna Turnia (Prostredná Snehová veža),
- Ścienki (Predná snehová štrbina),
- Mała Śnieżna Turnia (Malá Snehová veža)[2][4].

## Nazewnictwo
Do 1902 r. Śnieżny Szczyt pozostawał bezimienny. Po zdobyciu wierzchołka Karol Englisch nazwał go z niemiecka Hängende Schnee-Spitze, następnie w 1904 r. Janusz Chmielowski upowszechnił polską nazwę Śnieżny Szczyt (kalka nazwy niemieckiej). Turyści często nazywają Śnieżny Szczyt Lodowym Koniem, myląc go z turnią o tej nazwie, która jest o wiele mniejsza i trudno dostrzegalna z daleka.

## Historia
Pierwsze wejścia:
- Karol Englisch i Johann Hunsdorfer (senior), 16 lub 17 lipca 1902 r. – letnie,
- Klara Hensch i László Ziemann, przed 31 marca 1934 r. – zimowe[2].